# بيكسكيل
بيكسكيل (بالإنجليزية: Peekskill) هي مدينة في ولاية نيويورك الأمريكية. بلغ عدد سكانها حسب تعداد سنة 2000 22,441 نسمة. وبلغ عددهم حسب تقدير سنة 2007 حوالي 24,556 نسمة.

## التركيبة السكانية
حدّد مكتب تعداد الولايات المتحدة بيانات التركيبة السكانية لبيكسكيل في تعداد الولايات المتحدة. في ما يلي، التركيبة السكانية حسب تعدادي 2000 و2010.

### تعداد عام 2000
بلغ عدد سكان بيكسكيل 22,441 نسمة بحسب تعداد عام 2000، وبلغ عدد الأسر 8,696 أسرة وعدد العائلات 5,344 عائلة مقيمة في المدينة. في حين سجلت الكثافة السكانية 1,555.2 نسمة لكل كيلومتر مربع (4,027.9/ميل2). وبلغ عدد الوحدات السكنية 9,053 وحدة بمتوسط كثافة قدره 627.4 لكل كيلومتر مربع (1,625.0/ميل2).
وتوزع التركيب العرقي للمدينة بنسبة 57.12% من البيض و25.54% من الأمريكيين الأفارقة و0.42% من الأمريكيين الأصليين و2.38% من الأمريكيين ذوي الأصول الآسيوية و0.06% من سكان جزر المحيط الهادئ و9.83% من الأعراق الأخرى و4.64% من عرقين مختلطين أو أكثر و21.92% من الهسبانيون أو اللاتينيون من أي عرق.
بلغ عدد الأسر 8,696 أسرة كانت نسبة 34.3% منها لديها أطفال تحت سن الثامنة عشر تعيش معهم، وبلغت نسبة الأزواج القاطنين مع بعضهم البعض 39.7% من أصل المجموع الكلي للأسر، ونسبة 16.3% من الأسر كان لديها معيلات من الإناث دون وجود شريك، بينما كانت نسبة 5.5% من الأسر لديها معيلون من الذكور دون وجود شريكة وكانت نسبة 38.5% من غير العائلات. تألفت نسبة 31.3% من أصل جميع الأسر من عدة أفراد يعيشون في نفس المنزل ونسبة 10.8% كانت تتألف من شخص يعيش بمفرده يبلغ من العمر 65 عاماً أو أكثر. وبلغ متوسط حجم الأسرة المعيشية 2.55، أما متوسط حجم العائلات فبلغ 3.18.
بلغ العمر الوسطي للسكان 35.2 عاماً. وكانت نسبة 24.4% من القاطنين تحت سن الثامنة عشر، وكانت نسبة 8.3% بين الثامنة عشر والرابعة والعشرين عاماً، ونسبة 34.7% كانت واقعةً في الفئة العمرية ما بين الخامسة والعشرين والرابعة والأربعين عاماً، ونسبة 20.6% كانت ما بين الخامسة والأربعين والرابعة والستين، ونسبة 10.9% كانت ضمن فئة الخامسة والستين عاماً فما فوق. يوجد لكل 100 أنثى 95.1 ذكر، ويوجد لكل 100 أنثى في الثامنة عشر من عمرها فما فوق 92.0 ذكر.
بلغ متوسط دخل الأسرة في المدينة 47,177 دولارًا، أما متوسط دخل العائلة فبلغ 52,645 دولارًا. وكان متوسط دخل الذكور 38,091 دولارًا مقابل 34,757 دولارًا للإناث. وسجل دخل الفرد الخاص بالمدينة 22,595 دولارًا. وكانت نسبة 10.3% من العائلات ونسبة 13.7% من السكان تحت خط الفقر، وكان من هؤلاء نسبة 18.1% تحت سن الثامنة عشر ونسبة 8.4% في الخامسة والستين من العمر وما فوق.

### تعداد عام 2010
بلغ عدد سكان بيكسكيل 23,583 نسمة بحسب تعداد عام 2010، وبلغ عدد الأسر 9,060 أسرة وعدد العائلات 5,587 عائلة مقيمة في المدينة. في حين سجلت الكثافة السكانية 1,634.3 نسمة لكل كيلومتر مربع (4,232.8/ميل2). وبلغ عدد الوحدات السكنية 9,709 وحدة بمتوسط كثافة قدره 672.8 لكل كيلومتر مربع (1,742.5/ميل2).
وتوزع التركيب العرقي للمدينة بنسبة 51.30% من البيض و23.64% من الأمريكيين الأفارقة و0.56% من الأمريكيين الأصليين و3.04% من الأمريكيين ذوي الأصول الآسيوية و0.08% من سكان جزر المحيط الهادئ و15.58% من الأعراق الأخرى و5.80% من عرقين مختلطين أو أكثر و36.95% من الهسبانيون أو اللاتينيون من أي عرق.
بلغ عدد الأسر 9,060 أسرة كانت نسبة 32.9% منها لديها أطفال تحت سن الثامنة عشر تعيش معهم، وبلغت نسبة الأزواج القاطنين مع بعضهم البعض 40.2% من أصل المجموع الكلي للأسر، ونسبة 15.5% من الأسر كان لديها معيلات من الإناث دون وجود شريك، بينما كانت نسبة 6% من الأسر لديها معيلون من الذكور دون وجود شريكة وكانت نسبة 38.3% من غير العائلات. تألفت نسبة 32.2% من أصل جميع الأسر من عدة أفراد يعيشون في نفس المنزل ونسبة 11.8% كانت تتألف من شخص يعيش بمفرده يبلغ من العمر 65 عاماً أو أكثر. وبلغ متوسط حجم الأسرة المعيشية 2.58، أما متوسط حجم العائلات فبلغ 3.23.
بلغ العمر الوسطي للسكان 37.5 عاماً. وكانت نسبة 22.4% من القاطنين تحت سن الثامنة عشر، وكانت نسبة 8.2% بين الثامنة عشر والرابعة والعشرين عاماً، ونسبة 30.5% كانت واقعةً في الفئة العمرية ما بين الخامسة والعشرين والرابعة والأربعين عاماً، ونسبة 27% كانت ما بين الخامسة والأربعين والرابعة والستين، ونسبة 11.8% كانت ضمن فئة الخامسة والستين عاماً فما فوق. وتوزع التركيب الجنسي للسكان بنسبة 48.9% ذكور و51.1% إناث.

## أعلام
- تي. إس. بويل
- هيلتون آرمسترونغ
- ويلارد روبنسون
- جوليس إيكيرت غودمان
- ويليام نيلسون
- ميل غيبسون
- باركر فينيلي
- هنري شو
- ستانلي توتشي
- جورج باتاكي